# Bothvidus Wangelius
Bothvidus Wangelius, född 31 juli 1631 i Vånga församling, Östergötlands län, död 4 januari 1679 i Häradshammars församling, Östergötlands län, var en svensk präst.

## Biografi
Bothvidus Wangelius föddes 1631 i Vånga församling. Han var son till kyrkoherden därstädes. Wangelius blev i januari 1655 student vid Uppsala universitet och prästvigdes 27 augusti 1661. Han blev 1665 huspredikant på Ållonö och 1668 kyrkoherde i Häradshammars församling. Wangelius avled 1679 i Häradshammars församling.

### Familj
Wangelius gifte sig 14 juli 1668 med Elisabeth Ristelius (död 1715). Hon var dotter till kyrkoherden Laurentius Ristelius och Elsa Nilsdotter. De fick tillsammans barnen Elsa Wangelius (1669–1735), Israel Wangelius (1670–1670), Laurentius Wangelius (född 1674) och Emerentia Wangelius (1676–1712). Efter Wangelius död gifte Elisabeth Ristelius om sig med kyrkoherden Daniel Gruf i Häradshammars församling.